# 9861 Jahreiss
9861 Jahreiss è un asteroide della fascia principale. Scoperto nel 1991, presenta un'orbita caratterizzata da un semiasse maggiore pari a 2,2265416 UA e da un'eccentricità di 0,1447306, inclinata di 2,92708° rispetto all'eclittica.